# Mellifera.ch
Der Verein mellifera.ch hat die Erhaltung und Zucht der selten gewordenen einheimischen Dunklen Biene (Apis mellifera mellifera) in der Schweiz zum Ziel und vertritt rund 510 Imker.

## Selten gewordene einheimische Honigbiene
Die Dunkle Biene (Apis mellifera mellifera) ist eine natürlich entstandene Unterart der Westlichen Honigbiene (Apis mellifera). Sie ist die einzige auf der gesamten Alpennordseite ursprünglich einheimische Honigbiene und historisch betrachtet der Urtyp aller Honigbienen. Ab 1850 wurde sie durch die Einfuhr von Carnica- und Ligustica-Bienen verkreuzt und ab 1950 in der Schweiz wie auf der ganzen Alpennordseite praktisch vollständig aus ihrem ursprünglichen Verbreitungsgebiet verdrängt.
In der französischsprachigen Schweiz ist die Dunkle Biene praktisch verschwunden, und auch im Schweizer Mittelland gibt es keine zusammenhängende Population mehr. In den Schweizer Voralpen und Alpen konnte sich die Dunkle Biene aber gut halten.

## Geschichte
1993 erfolgte die Gründung des Vereins Schweizerischer Mellifera Bienenfreunde (VSMB). Seit 2002 ist der VSMB Mitglied der Societas Internationalis pro Conservatione Apis mellifera mellifera (SICAMM) und organisierte 2012 die internationale SICAMM-Konferenz im Landwirtschaftlichen Bildungs- und Beratungszentrum Plantahof in Landquart.
Seit 2006 führt der Verein als erste Bienenzucht-Organisation Europas grossflächig DNA-Hybridtests durch und ersetzt bei negativen Resultaten die Hybrid-Königinnen durch reinrassige Mellifera.
2016 wurde ein erster Prüfstand für die Dunkle Biene im Zentrum für Bienenforschung der Agroscope in Bern-Liebefeld aufgestellt. Im Oktober 2016 erfolgte die Umbenennung in mellifera.ch.

### Präsidenten
| - 1993–2002: Christian Gäggeler - 2003–2008: Balser Fried - 2009–2012: Vik Gisler - 2013–2019: Padruot Fried - seit 2019: Linus Kempter |

## Aufgaben

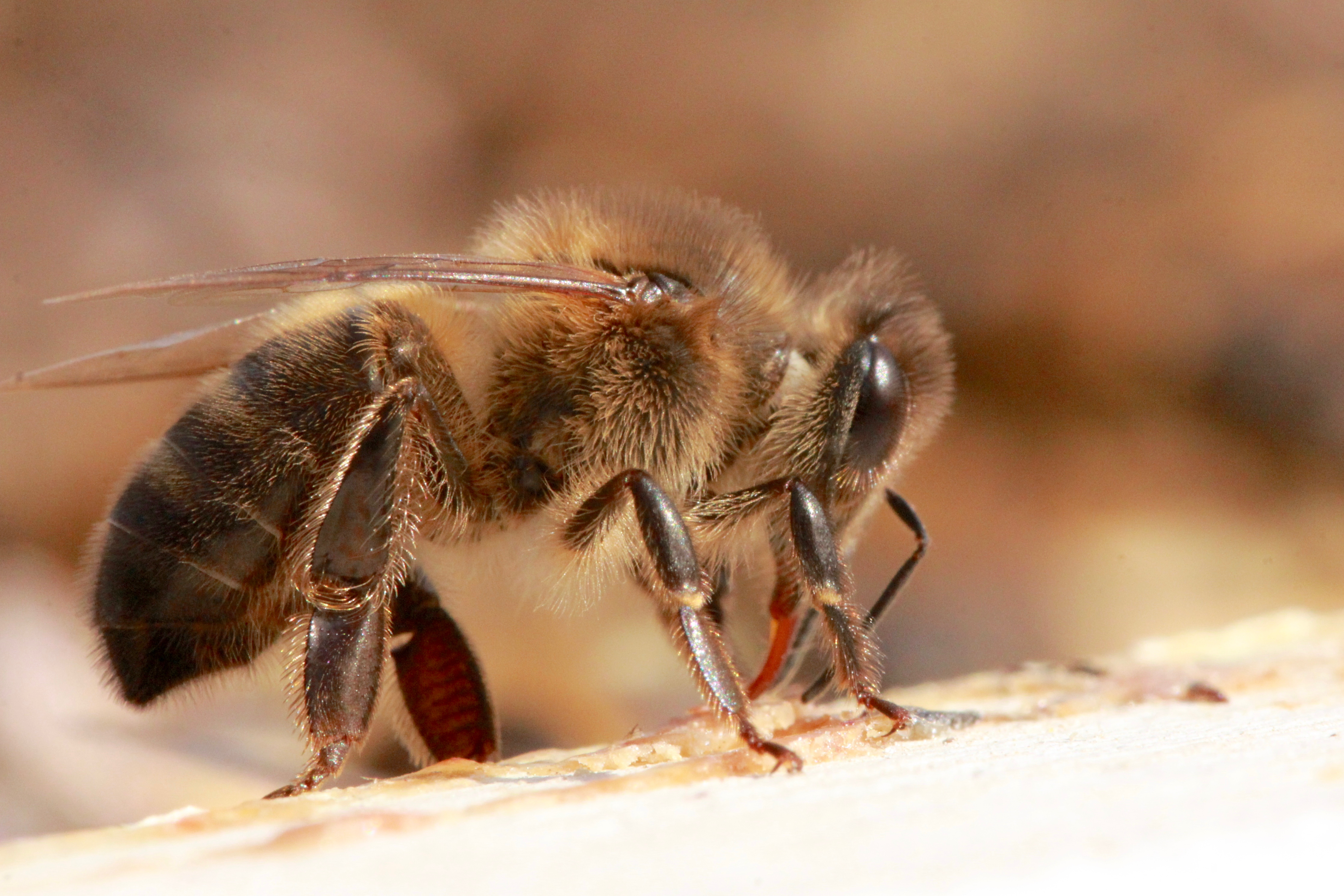
Der breite, schwarze Hinterleib mit den schmalen Filzbinden und dem stumpfen Ende ist typisch für die Dunkle Biene (Apis mellifera mellifera).

Der Verein fördert die Zucht wie auch den Schutz der Dunklen Biene. Zu diesem Zweck unterhält er eines der modernsten Zuchtprogramme Europas zur Förderung der Qualität der Dunklen Biene, gekoppelt mit dem Aufbau von Schutzgebieten. Diese Schutzgebiete sind eine wichtige Ressource, um die genetische Vielfalt der Population zu sichern. Die hochwertigen Dunklen Königinnen des Zuchtprogrammes finden in der Schweiz wie auch im Ausland grossen Anklang.
Seit 2003 führt der Verein DNA-Hybridanalysen durch. Die Bandbreite der Ergebnisse reicht heute von reinrassig bis zu stark hybridisiert. Weil diese Hybridisierung nur einen kleineren Teil eines Bienenstammes betrifft und zuverlässig nachgewiesen werden kann, lässt sich durch entsprechende Zuchtauswahl der Grad der Reinrassigkeit ohne den Verlust der genetischen Breite wieder sukzessive erhöhen.

## Organisation
Aktive Mellifera-Züchter arbeiten in der Zucht- und Prüfgemeinschaft «Dunkle Biene Schweiz» zusammen. Die Rassereinheit wird dabei mit einem Zuchtwertschätzungssystem und einer DNA-Analyse überprüft. Die Arbeit der Züchter ist öffentlich und auf BeeBreed einsehbar.
Die rund zwei Dutzend Prüfstände liefern mit einem vernetzten Prüfstandsystem die Grundlage der Auslese. Ihre Leistungsdaten und Zuchtwerte dienen als Arbeitsgrundlage für Reinzüchter und Belegstellen zur Selektionsarbeit.
Die Reinzüchter pflegen die Zuchtpopulation der Dunklen Biene und geben den Schweizer Imkern Königinnen von zertifizierten Bienenköniginnen ab.
Die 27 Schweizer Belegstellen für Dunkle Bienen sichern mit jährlich über 5000 Königinnen die Population der selten gewordenen Dunklen Biene. Diese Belegstellen liegen in abgelegenen Bergtälern. Ein bienenfreier Schutzgürtel um die Belegstelle und ausgewählte Drohnenvölker stellen sicher, dass die Begattung der jungen Königinnen nur durch reinrassige Drohnen erfolgt.

## Kooperationen
mellifera.ch ist der Zuchtkommission von apisuisse angeschlossen.
Seit 2001 ist der Verein Mitglied des Internationalen Verbandes zur Erhaltung der Dunklen Biene (SICAMM).
Seit 2006 unterstützt die Stiftung ProSpecieRara den Verein mellifera.ch bei der Erhaltung der bedrängten einheimischen Dunklen Biene mit zwei Projekten im Kanton Graubünden: In Valzeina wurde eine Rassenbelegstation errichtet, und in der Biosfera Val Müstair wurde ein Projekt zur Errichtung eines Schutzgebietes für die Dunkle Biene lanciert.
Seit 2008 können Schweizer Mellifera-Imker den Honig ihrer Dunklen Bienen über die Slow-Food-Organisation in einem der grossen Schweizer Detailhandelsunternehmen verkaufen. Dieser Vertriebskanal ist für Mellifera-Imker ein zusätzlicher Anreiz, die Dunkle Biene zu halten.